# 謝庭菡
謝庭菡（Lingo Hsieh，1985年6月13日—），是台灣導演、編劇，製作許多以奇幻、驚悚、恐怖題材為主的影片。2003年起就讀於中原大學心理系，現為大聲創意國際事業有限公司之導演、影像總監。

## 電影
- 2015年《屍憶》，由《七夜怪談》、《咒怨》日本恐怖大師一瀨隆重擔任監製，謝欣穎、吳慷仁、嚴正嵐、田中千繪領銜主演。台灣於2015年8月14日上映。[2]
- 2014年短片《屍憶》The Bride，由一瀨隆重監製，廖雅珺、洪健藏、太保主演，入選2014年金馬國際影展台灣製造單元、2015年金穗獎特別放映、12th Asiana International Short Film Festival[3]
- 2014年短片《噬心魔》The Evil Inside，由吳伊婷、喜翔、高振鵬、劉克勉主演，獲得37屆金穗獎一般作品組優等獎、最佳演員獎，並入選2015年坎城影展Short Film Corner、2015年Short Shorts Film Festival & Asia觀摩。[4]
- 2012年短片《殮財》Doppelganger，由高捷、吳懷中、乾德門，公共電視台監製，入圍36屆金穗獎一般作品組、2013年京都學生影展、第十屆北京獨立影展、加拿大多倫多的Eastern Breeze影展一般劇情片類、第34屆夏威夷影展(The 34th Hawaii International Film Festival (HIFF) )[5]

## 電視劇
- 2019年 《魂囚西門》

## MV
- 2014年 張睿銓 《囡仔》[6]
- 2014年 放客兄弟《微笑的臉》[7]

## 外部連結
- 謝庭菡在互联网电影资料库（IMDb）上的資料（英文）
- 謝庭菡在香港影庫上的簡介
- 謝庭菡的Facebook專頁